# Luís Augusto Crespo
Luís Augusto Crespo (Pernambuco — ?) foi um político brasileiro.
Filho do desembargador Luís ângelo Vitorino do Nascimento Crespo e de Ana Rita Augusta do Nascimento Crespo.
Foi deputado à Assembleia Legislativa Provincial de Santa Catarina na 22ª legislatura.
Foi presidente da província de Goiás, nomeado por carta imperial de 16 de abril de 1878, de 22 de julho de 1878 a 14 de janeiro de 1879.